# Japan Electronic Industry Development Association
Die Japan Electronic Industry Development Association (jap. 社団法人日本電子工業振興協会, Shadan-hōjin Nihon Denshi Kyōgyō Shinkō Kyōkai, JEIDA) war eine industrielle Vereinigung für Forschung und Entwicklung sowie ein Elektronik-Normungsgremium in Japan. Sie wurde 1958 gegründet und fusionierte am 1. November 2000 mit der Electronic Industries Association of Japan (EIAJ) zur Japan Electronics and Information Technology Industries Association (JEITA). Ähnliche Institutionen sind SEMTEC (USA) und Ecma International (Europa).
Die JEIDA entwickelt eine Reihe von Standards, einschließlich der JEIDA-Speicherkarte und das Exif-Dateiformat von Digitalkameras.